# アサッテ君
『アサッテ君』（アサッテくん）は、東海林さだおによる日本の漫画作品。かつて『毎日新聞』朝刊に連載されていた。一般全国紙4紙に連載された連載漫画では連載終了時点で過去最長となる13,749話を記録した。

## 概要
横山隆一の『フクちゃん』が1971年（昭和46年）5月31日に終了して以降、長らく休載となっていた毎日新聞（朝刊）の4コマ漫画作品として1974年（昭和49年）6月16日に連載開始。アサッテ君ことヒラ社員の朝手春男（あさって はるお）を中心とした東海林が得意とするサラリーマン物の作品であり、またアサッテ家を中心としたホームドラマとしても描かれている。基本的には4コマ漫画だが、1977年（昭和52年）7月24日から1985年（昭和60年）8月31日までの間は、8コマないし7コマ（8コマと同じコマ割で、7コマ目が2コマ分の大きさ）漫画で掲載されていた。
「今日よりも明日、明日よりはアサッテの方がいいだろう」という東海林の願望により、東海林自らのアイデアでタイトルを『アサッテ君』とした。
2003年（平成15年）11月5日に連載10000回を迎えた。毎日新聞連載の漫画で10000回を達成するのは『まっぴら君』（加藤芳郎作。夕刊連載）に次いでの記録であった。
2014年（平成26年）8月1日掲載分で連載13,616回となり、『まっぴら君』の記録13,615回を抜いて、一般の全国紙における連載漫画として最長作品となった。
2014年（平成26年）12月31日掲載分の13,749回で連載が終了した。一般全国紙4紙（朝日・毎日・読売・産経）に連載された漫画作品では連載終了時点で過去最長を記録した。最終回では朝手一家全員で「蛍の光」を合唱する場面で締めくくり、毎日新聞（朝・夕刊）の連載漫画では過去最高の長寿作品となった『アサッテ君』は40年余に及ぶ連載に幕を降ろした。連載の終了を受け、朝日新聞に『フジ三太郎』（1965年 - 1991年）を連載していたサトウサンペイが朝日新聞紙上において東海林にねぎらいのコメントを寄せた。
2015年1月22日、毎日新聞社の朝比奈豊社長は『アサッテ君』が当時の日本の一般全国紙の連載漫画では13,749回という前人未到の最長記録を打ち立てたことから、東海林に感謝状を贈った。
毎日新聞朝刊の4コマ漫画は1か月の休載を経て、いしかわじゅん作の『桜田です!』が『アサッテ君』の後継作品として2015年2月1日から連載中である。
2021年1月7日、読売新聞の植田まさし『コボちゃん』が連載13750回となり、アサッテ君の記録を抜いて一般全国紙の4コマ漫画連載記録1位となった。同日の読売新聞のコボちゃん特別面には、東海林さだおの筆によりアサッテ君が「おめでとうございます」と言いながらコボちゃんとマスク姿で握手するお祝いイラストが寄せられた。

## 刊行リスト
- 単行本（毎日新聞社）
  - アサッテ君 1 1988年2月
  - アサッテ君 2 1988年2月
  - アサッテ君 3 1988年3月
  - アサッテ君 4 1988年4月
  - アサッテ君 5 1988年5月
  - アサッテ君 6 1988年6月
  - アサッテ君 7 1988年7月
  - アサッテ君 8 1988年8月
  - アサッテ君 9 1988年9月
  - アサッテ君 10 1988年10月
  - アサッテ君 11 1988年11月
  - アサッテ君 12 1988年12月
- 立風漫画文庫
  - アサッテ君 妄想すの巻 1978年1月
  - アサッテ君 溺愛すの巻 1978年7月
  - アサッテ君 落涙すの巻 1981年1月
  - アサッテ君 欲情すの巻 1982年1月
- 講談社文庫
  - アサッテ君 1 1995年2月
  - アサッテ君 2 1995年3月
  - アサッテ君 3 1995年4月
  - アサッテ君 4 1995年5月
  - アサッテ君 5 1995年6月

## 登場人物
アサッテ家こと朝手一家の登場人物の氏名については、作者の東海林が決めていなかったため、1988年に毎日新聞が一般公募で募集して決定した。アサッテ君の両親は1977年の8コマでの連載開始にあわせて初登場している。登場人物は年を取ることは無い。また、設定の変更もかなり多かった。
朝手春男（アサッテ君）
この漫画の主人公。ヒラのサラリーマンだが、会社では仕事をしている様子はあまり無い。連日同僚や上司達と共に会社で暇を潰すかのように過ごし、回らない寿司屋に足繁く通っている。
恐妻家ではないが、妻秋子には頭が上がらないため、安月給でありながら小遣い0円。おかげで発泡酒を飲むのは恥ずかしい事だという思想を持ち、常にビールを渇望しているが、普段は発泡酒しか飲ませてもらえない。
弟が登場したこともあったが、一度きりの登場であり、いなかったことになった。
秋子
アサッテ君の妻。6月24日生まれのかに座だが、夫に誕生日を覚えてもらえなくて、腹を立てることもしばしば。
一見、ごく普通の専業主婦。しかし内実は、怠け者で見栄っ張りで自己中心的な、どうしようもない最低の女性。
読者である現実の主婦にとっては『こんな女になってはいけませんよ』という、反面教師そのものである。
もっとも、見栄っ張りなのは夫や息子も同様。また、連載前半はさほどひどくはなく、後半になるほどひどくなっていった。
家計が苦しいと言ってよく嘆いており、そのケチぶりは徹底している。それでいて、自分のためには平気で無駄使いをする浪費家。
食事で、家族には安い物を食べさせておいて、高級品やおいしい物は自分で独り占めするなど、家族のためにすら金を使おうという気持ちがまるで無い、徹底した自己中心主義者。
嫉妬深く、近所の人たちが得をすると腹を立て、損をすると大喜びする。
意志薄弱で食いしん坊なため、体重は増える一方。よくダイエットに取り組むが、成功したためしは無い。
そんな彼女とアサッテ君が結婚した理由は設定がないため不明だが、元はアサッテ君と同じ会社で働くOLだったことは語られている。
夏男
アサッテ君の息子。小学校高学年。親の手伝いは屁理屈をつけてやらない、よく親と一緒に訳の分からない事を言っては喜んで、お客が来れば小遣いをせびる、ごく普通な小学生。髪型や身長を除けば、アサッテ君と瓜二つ。
冬美
アサッテ君の娘。幼稚園児か、小学校低学年。髪型や身長を除けば、母秋子と瓜二つ。
昼吉
アサッテ君の父。息子家族とは家庭内別居しているようである。会社を定年退職してなお、名刺を持ち歩いている。
夕子
アサッテ君の母。ボケているかどうかよく分からない。顔も登場初期の頃とはかなり変わっている。
マイ
猫。たまにタマ。
ニチ
犬。たまにポチ。
上司
アサッテ君の勤める会社の部署の上司。役職ならびに階級は不明。真面目に仕事をしないアサッテ君に頭を痛めている。
社長
アサッテ君の勤める会社の社長。リストラに余念が無く、何かと口実を付けては社員を解雇している。将来、ニートの息子に会社を継がせるつもりである。